# Kokoszka (Ruciane-Nida)
Kokoszka [kɔˈkɔʂka] (deutsch Kokoska, 1938 bis 1945 Kienhausen) ist ein kleiner Ort in der polnischen Woiwodschaft Ermland-Masuren. Er gehört zur Gmina Ruciane-Nida (Stadt-und-Land-Gemeinde Rudczanny/Niedersee-Nieden) im Powiat Piski (Kreis Johannisburg).
Kokoszka liegt im südlichen Osten der Woiwodschaft Ermland-Masuren, 28 Kilometer südöstlich der früheren Kreisstadt Sensburg (polnisch Mrągowo) bzw. 17 Kilometer nordwestlich der heutigen Kreismetropole Pisz (deutsch Johannisburg). Im Jahre 1704 wurde die Kolonie Kokoska gegründet. Sie war bis 1945 ein Wohnplatz innerhalb der Landgemeinde Wigrinnen (polnisch Wygryny) im Kreis Sensburg im Regierungsbezirk Gumbinnen (ab 1905: Regierungsbezirk Allenstein) in der preußischen Provinz Ostpreußen. 27 Einwohner zählte Kokoska 1905. Am 3. Juni (amtlich bestätigt am 16. Juli) 1938 wurde der Ort aus politisch-ideologischen Gründen der Abwehr fremdländisch erscheinender Ortsnamen in „Kienhausen“ umbenannt.
In Kriegsfolge kam die Kolonie 1945 mit dem gesamten südlichen Ostpreußen zu Polen und erhielt die polnische Namensform „Kokoszka“. Heute ist sie eine Ortschaft im Verbund der Stadt- und Landgemeinde Ruciane-Nida (Rudzcanny/Niedersee-Nieden) im Powiat Piski (Kreis Johannisburg), bis 1998 der Woiwodschaft Suwałki, seither der Woiwodschaft Ermland-Masuren zugehörig.
Kirchlich war Kokoska bzw. Kienhausen evangelischerseits nach Alt Ukta in der Kirchenprovinz Ostpreußen der Kirche der Altpreußischen Union sowie katholischerseits nach Sensburg im Bistum Ermland orientiert. Heute stehen die Kirchen beider Konfessionen in Ukta mit der Kreuzerhöhungskirche der römisch-katholischen Kirche in Polen (Bistum Ełk) bzw. der Petrikirche der Pfarrei Mikołajki (Nikolaiken) der Evangelisch-Augsburgischen Kirche in Polen (Diözese Masuren). Durch Kokoszka verläuft die Woiwodschaftsstraße 610, die die Gemeinde Piecki (Peitschendorf) im Powiat Mrągowski mit der Stadt Ruciane-Nida im Powiat Piski verbindet. Ruciane-Nida ist die nächsten Bahnstation und liegt an der Bahnstrecke Olsztyn–Ełk (deutsch Allenstein–Lyck).